# Pontecesures
Pontecesures és un municipi de la província de Pontevedra a Galícia. Pertany a la Comarca de Caldas.

## Context
És un nucli habitat que es desenvolupa després de la construcció d'un pont romà per al pas del rio, i que aquesta situat en el marge esquerre del riu Ulla, que és navegable fins aquí. En el passat el seu port va tenir gran importància, hallandose en l'emplaçament de l'actual port o moll de càrrega, el portus romà, del que s'han trobat els pontones enterrats, de roure i amb puntes de cua d'oreneta. Gran quantitat de ceramica i monedes romanes (des de Tiberi a Constantí III) Fins al segle xviii, Pontecesures i Padrón van formar una unitat i va anar després de la reorganització provincial en les quals es van prendre els rios per divisions politicas, quan van ser separats en dues províncies i pas a dependre de Valgui, fins al seu segregació el 1.925 Actualment Pontecesures és el municipi amb menor superfície d'Espanya.

## Història

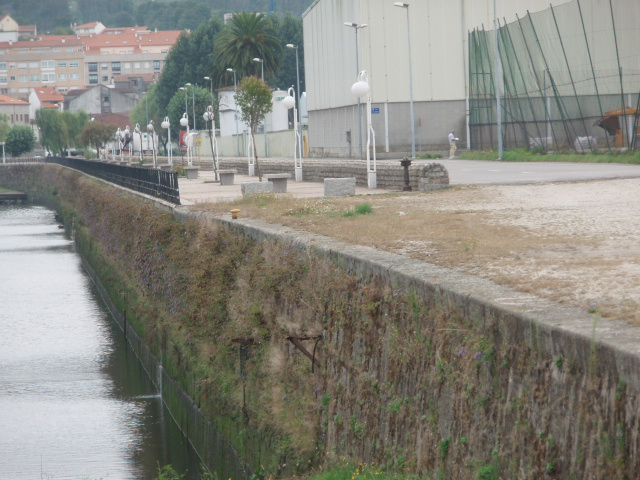
Emplaçament del port romà

En el segle xii, el bisbe de la catedral de Santiago, Diego Xelmírez, utilitza la mateixa zona del riu per a crear una drassana jacobea, i començar la construcció de tres naus artilladas sota l'adreça del mestre fuster Paolo de Nàpols, amb les quals combatre els pirates berberiscs assentats en les illes Ons, i que feien estralls entre els vaixells procedents d'Anglaterra, carregats amb pelegrins per a Santiago. Es van construir tres naus i posteriorment altres dues Aquestes embarcacions posteriorment participen a petició d'Alfons VII de Castella, en l'atac contra la plaça forta musulmana de Coïmbra, sent presa al no esperar un atac per mar, segons relata Gelmirez en la Historia Compostelana. És durant l'atac a Coïmbra quan es produïx una visió a Santiago de Compostel·la, en un pelegrí, i això dona lloc en la iconografia a la imatge del Santiago Matamoros, abans inexistent.
Aquesta força naval posteriorment va ser utilitzada contra les naus normandes que arrasaven el litoral saquejant-lo i arribant a penetrar riu amunt fins a Santiago i fins i tot fins al Cebreiro, en una incursió que duro tres anys provocant la major inestabilitat. L'acció de les naus va ser tan decisiva que es van eliminar normands i berberiscs dels problemes de la societat del seu temps Gelmirez reforçà el Castelun Honestum, l'actual Torres do Oeste, a Catoira - on l'havia nascut, car era fill del casteleiro, i creuant una forta cadena de ferro a l'altra riba impedia el pas de les naus enemigues fins a Pontecesures i Santiago Santiago, Pontecesures i Catoira, van formar una unitat en la defensa de l'entitat jacobea.

## Personatges de Pontecesures
- Carlos Maside, pintor (1897-1958)
- Raimundo García Domínguez (Borobó)